# Piercing anal

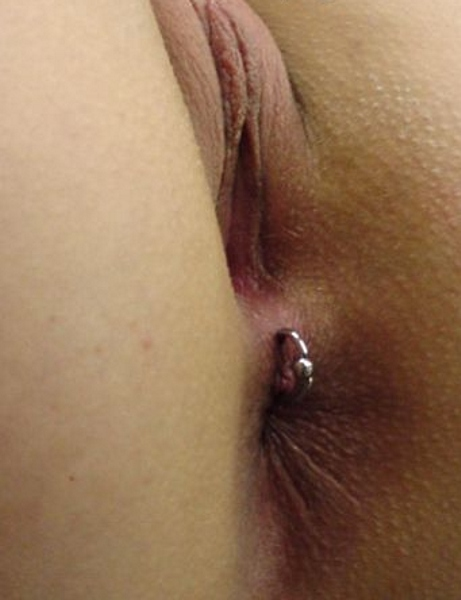
Um piercing anal

Piercing anal é um piercing colocado na região do ânus.
Piercings nessa região não são muito comuns, comparados a outros piercings da zona íntima. É uma área de difícil limpeza do piercing, de acordo com usuários.